# Jakob Tschavoll
Jakob Tschavoll (* 25. Juli 1868 in Satteins; † 3. September 1935 ebenda) war ein österreichischer Politiker (CSP) und Landwirt. Er war von 1919 bis 1923 Abgeordneter zum Vorarlberger Landtag.

## Leben und Wirken
Tschavoll war beruflich als Landwirt tätig und leistete während des Ersten Weltkriegs zwischen 1915 und 1918 Kriegsdienst bei den Standschützen. Er war lokalpolitisch von 1898 bis 1914 als Gemeindevorsteher von Satteins aktiv, war von 1919 bis 1935 Mitglied des Gemeinderates und gehörte zudem von 1919 bis 1924 der Gemeindevertretung seiner Heimatgemeinde Satteins an. Er war zudem Ortsschulaufseher in Satteins.
Als Mitglied der Christlichsozialen Partei kandidierte Tschavoll bei der Landtagswahl 1919 im Wahlbezirk Feldkirch und wurde in der Folge am 17. Juni 1919 als Abgeordneter im Vorarlberger Landtag angelobt. Er war Mitglied im Verfassungsausschuss, im Landwirtschaftsausschuss und im Schulausschuss und gehörte dem Landtag bis zum Ende der Legislaturperiode am 5. November 1923 an.
Tschavoll war Mitglied der Spar- und Darlehenskasse Satteins, Kommandant der Freiwilligen Feuerwehr Satteins und Mitbegründer des Satteinser Turnerbundes. Er war zudem Obmann des Bundes der Landwirte des Bezirkes Feldkirch, stellvertretender Obmann des Vorarlberger Bauernbundes und Obmann des Sanitätsausschusses des Bezirkes Jagdberg. Zudem war er Mitglied der Grundverkehrskommission, Mitbegründer der Innerländer Brandschadenversicherungsanstalt Thüringen und Vorstandsmitglied der Innerländer Gerbereigenossenschaft. Tschavoll war auch als Mitglied bzw. Vorstandsmitglied der Obstverwertungsgenossenschaft Alemania aktiv.

## Privates
Jakob Tschavoll war der Sohn des Gemeinderats und Landwirts Franz Josef Tschavoll (1836–1891) und dessen Gattin Maria Katharina Nachbauer (1842–1871), wobei seine Eltern in Satteins geboren wurden und auch dort starben. Jakob Tschavoll heiratete am 19. November 1894 in Satteins Aloisia Rahm (1864–1933) und wurde zwischen 1897 und 1903 Vater von vier Söhnen. Jakob Tschavoll war der Neffe des Fabrikanten und Bürgermeisters von Feldkirch Andreas Ritter von Tschavoll.